# Liu Xiangrong
Liu Xiangrong, född 6 juni 1988, är en friidrottare från Kina. Hon deltog vid olympiska sommarspelen 2012.